# Jim Baird

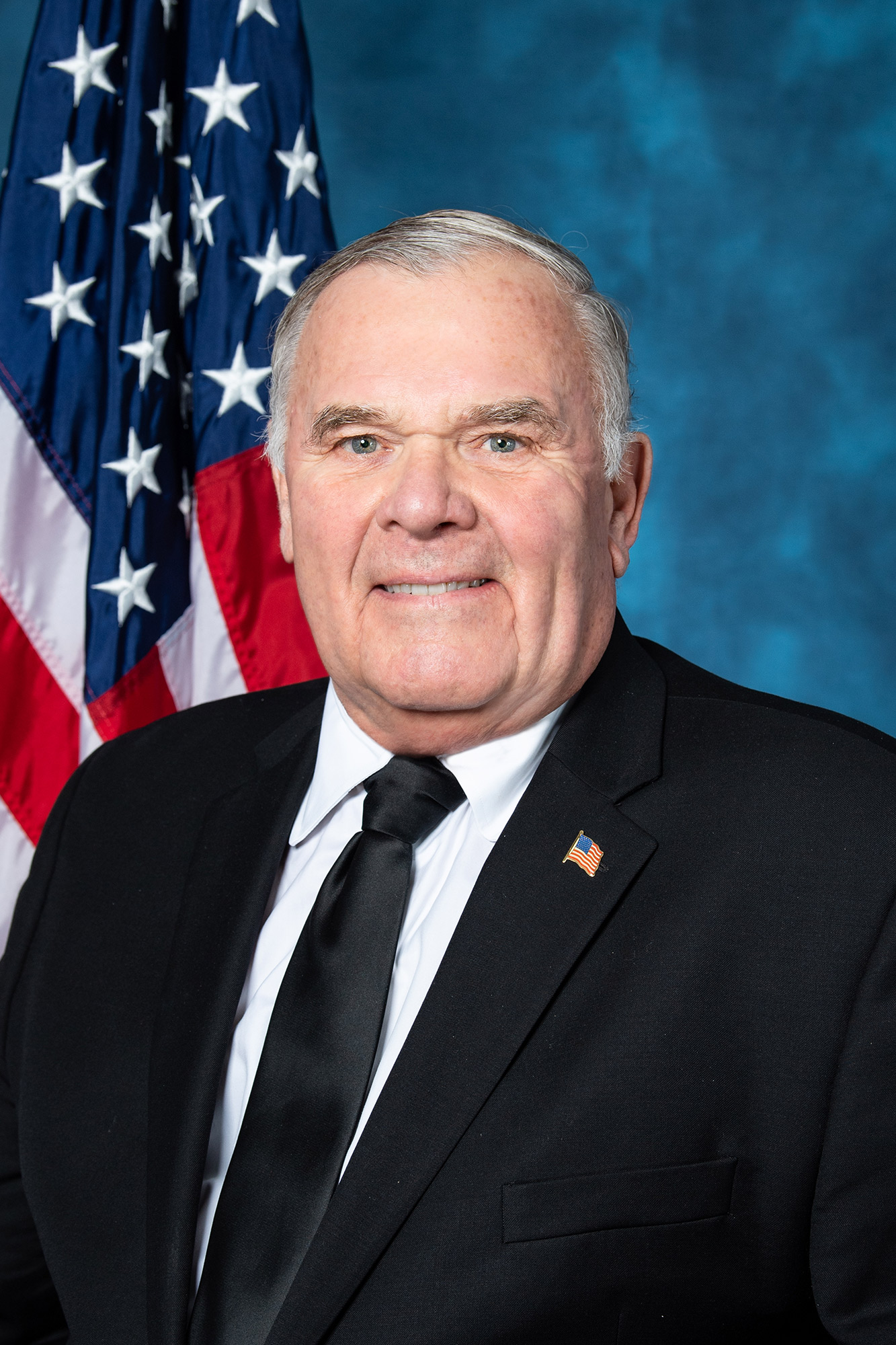
Jim Baird (2019)

James Richard „Jim“ Baird (* 4. Juni 1945 in Covington, Fountain County, Indiana) ist ein US-amerikanischer Politiker der Republikanischen Partei. Seit dem 3. Januar 2019 vertritt er den 4. Kongresswahlbezirk des Bundesstaates Indiana im US-Repräsentantenhaus.

## Familie, Ausbildung und Beruf
Baird wurde in Covington geboren. Dort wuchs er auch auf. Nach dem Besuch der High School studierte er an der Purdue University und erhielt dort sowohl einen Bachelor of Science als auch einen Master of Science. An der University of Kentucky erhielt er zudem noch einen Ph.D.
Nach dem Studienabschluss wechselte er 1969 an die Offizierschule der US Army in Fort Benning. Er wurde der Infanterie zugeteilt und sollte im Vietnamkrieg zum Einsatz kommen. Da die USA jedoch zur Zeit, als Baird seine Ausbildung abgeschlossen hatte, Infanteristen aus Vietnam abzogen, wurde er stattdessen der 523. Transportkompanie zugeteilt. Diese Kompanie wurde auf den gefährlichsten Nachschubrouten eingesetzt. Während einer Lieferung gerieten sie in einen Hinterhalt. Beim sich anschließenden Kampf am 12. März 1971 verlor Baird seinen linken Arm. Für seine Tapferkeit wurde er mit dem Bronze Star und zwei Purple Hearts ausgezeichnet. Er bekleidete zuletzt den Rang eines First Lieutenant und wurde 1971 ehrenhaft aus der Army entlassen.
Er kehrte anschließend in seinen Heimatstaat zurück und wurde dort als Farmer tätig.
Gemeinsam mit seiner Frau Denis hat Baird drei Kinder. Sie leben in Greencastle.

## Politische Laufbahn
Baird ist Mitglied der Republikanischen Partei. 2006 übernahm er erstmals ein öffentliches Amt, er saß in der Kommission des Putnam County. 2010 wurde er dann in das Repräsentantenhaus von Indiana gewählt.
Nachdem Todd Rokita angekündigt hatte, sich bei den Vorwahlen für die Senatswahlen 2018 um die Nominierung der Republikaner für den Sitz von Indiana zu bewerben, kündigten Baird und zwei writers Republikaner an, sich bei den Vorwahlen um die Nominierung der Republikaner für Rokitas frei werdenden Sitz zu bewerben. Baird konnte sich mit 36,6 % in der Vorwahl durchsetzen. Sein Wahlkampf war unspektakulär und darauf zugeschnittene Unterstützung für Donald Trump zu zeigen. Die Hauptwahl am 6. November 2018 entschied er mit 64,1 % der abgegebenen Stimmen gegen den Demokraten Tobi Beck deutlich für sich. Sein Mandat im Repräsentantenhaus von Indiana legte er daraufhin zum 20. November 2018 nieder. Am 3. Januar 2019 wurde Baird vereidigt und vertritt seitdem den 4. Kongresswahlbezirk von Indiana im US-Repräsentantenhaus. Baird wurde 2020 mit 66,6 %, 2022 mit 68,2 % und 2024 mit 64,8 % wiedergewählt. Seine aktuelle Legislaturperiode im 119. Kongress der Vereinigten Staaten dauert noch bis zum 3. Januar 2027.

### Verhalten um die Anfechtung der Wahl 2020
Baird gehörte zu den Mitgliedern des Repräsentantenhauses, die bei der Auszählung der Wahlmännerstimmen bei der Präsidentschaftswahl 2020 für die Anfechtung des Wahlergebnis stimmten. Präsident Trump hatte wiederholt propagiert, dass es umfangreichen Wahlbetrug gegeben hätte, so dass er sich als Sieger der Wahl sah. Für diese Behauptungen wurden keinerlei glaubhafte Beweise eingebracht. Der Supreme Court wies eine entsprechende Klage mit großer Mehrheit ab, wobei sich auch alle drei von Trump nominierten Richter gegen die Klage stellten.